# Marceau Constantin
Pour les articles homonymes, voir Constantin.
 (novembre 2012).
Si vous disposez d'ouvrages ou d'articles de référence ou si vous connaissez des sites web de qualité traitant du thème abordé ici, merci de compléter l'article en donnant les références utiles à sa vérifiabilité et en les liant à la section « Notes et références ».
Marceau Constantin, né à Saint-Christol le 5 janvier 1918 et mort le 3 janvier 2017 dans cette ville, est un artiste peintre, dessinateur, illustrateur, céramiste et sculpteur français.

## Biographie
D'une famille d'immigrés de Grèce, il naît le 5 janvier 1918 à Saint-Christol en Provence dans la chambre juste au-dessus du four à pain de la boulangerie familiale. Il est le troisième enfant de Fortuné Alexis Constantin, Maire du village de Saint-Christol, exerçant la profession de boulanger, et de Julie Escoffier.
Il perd très jeune ses parents. Son frère Kléber, apiculteur connu sous le nom de l'homme à la barbe d'abeilles et sa sœur Fernande, institutrice, l'élèvent et s'occupent de son instruction. Bien que doté d'une santé précaire jusqu'à l'âge de l'adolescence, c'est un enfant curieux et doué pour le dessin. Il est encouragé par son frère Klèber, son premier professeur, qui l'initie à la couleur et lui fait rencontrer les artistes régionaux, Eugène Martel ainsi que les deux frères Ambrogiani. Marceau confiera plus tard cet éveil en ces termes : « je n'ai toujours pensé que dessin et couleurs » [réf. nécessaire].
En 1938, à l'âge de 20 ans et après sa démobilisation, il s'installe à Paris pour initier sa formation et connaissances artistiques. En parallèle, il engagera une carrière dans les télécommunications et passe le concours d'inspecteur des Postes, Télégraphes et Téléphones (PTT). Il finira Chef de Centre Hors-Classe Honoraire du réseau national des Télécommunications à Paris.
La renommée des peintres de l'école de Montparnasse l'attire. Il s'inscrit à l'atelier Beaux-Arts de la Ville de Paris du 80, boulevard du Montparnasse qu'il fréquentera dix années consécutives. Il y étudie le dessin avec les professeurs Robert Lesbounit et André Auclair. Ce dernier lui propose de collaborer à la réalisation de la commande d'une fresque à la salle de mariage de la mairie de Montrouge et l'initie à cette occasion aux techniques de la peinture murale.
Il suit également les cours du Maître peintre cubiste André Lhote pendant six ans et fréquente, entre autres artistes, Nicolas Poliakoff, massier de l'atelier, avec lequel il se liera d'amitié. Pour l'étude et l'apprentissage de la technique de la sculpture, il se rapproche du sculpteur Ossip Zadkine dont il suit l'enseignement. Enfin, pour achever sa formation en arts plastiques, il étudie l'art de la céramique auprès des professeurs Paul et Yvonne Savigny.
Installé à Montparnasse, Marceau utilise un atelier mis à sa disposition au 51, boulevard de Vaugirard et dans lequel il crée, reçoit et dispense ses cours. Ultérieurement, il réoccupera son atelier au 4, villa de l'Astrolabe, toujours à Montparnasse.
Au cours d'une soirée, il est présenté au peintre américain Elliott Thompson, originaire d'Arlington en Virginie. Thompson s'improvise agent et engage la promotion des œuvres de Marceau aux États-Unis d'Amérique.
En 1981, Marceau quitte Paris pour se retirer en Provence dans son village natal à Saint-Christol .

## Technique
Sa représentation artistique se manifeste dans l'usage mathématique de la géométrisation en application du nombre d'or, l'aspect sensoriel de l'œuvre se révélant par l'usage de techniques par a-plats au pinceau mais surtout à la spatule afin de conférer une matière qui accroche la lumière par aspérités sans faire cas des ombres.

## Œuvres

### Bibliophilie
- Félix Léon et Mizou Khaïry, In Rembrandt's land - Au pays de Rembrandt, ouvrage bilingue (traduction de Simon Mulder), illustrations de Marceau Constantin, Pino della Selva et Didier Raynal, Éditions Stadhouderskade, Amsterdam, 1979.

## Le musée Marceau-Constantin
C'est en 1996, sur l'initiative de Bernard Humbel, Maire de Saint-Christol, et des élus de la commune, qu'il est proposé à Marceau Constantin de faire don d'une partie de ses œuvres à la commune en vue de créer un musée municipal à son nom. Il confirme son accord lors de la réunion du Conseil Municipal du 11 juin 1996.
La réhabilitation du bâtiment situé au lieu-dit Le cours, sur la route de la lavande, à (11 km) de Sault, (20 km) de Montbrun-les-Bains est confié à l'architecte Jean Dubus.
Le Musée Marceau-Constantin a ouvert ses portes le 1er août 2009.

## Reconnaissances et distinctions

### France
- 1954 :  agréé copiste au Musée du Louvre et dans les musées nationaux [Réf 199] par le Ministère d’État aux Affaires Culturelles
- 1965 : artiste peintre assimilé professionnel [Réf 1137] par le Ministère du travail et le Ministère d’État chargé des affaires Culturelles
- 1965 à 2001 : coprésident et membre fondateur de l'Académie Internationale de Lutèce, Société des Arts - Sciences - Lettres – Philanthropie; Président d'Honneur depuis 2002
- Organisateur de manifestations culturelles auprès du Collège de France

### Monde
- 1964 : Lauréat du Conseil Européen d'Art et Esthétique, peinture, Bruxelles, Belgique
- 1973 : International Who's Who, In Art and Antiques of merit, Cambridge, Angleterre

### Docteur honoris causa
- 1962 : Academia Internationales, Docteur en Philosophie, no 1357/82/1, Canada
- 1970 : University of the Science of Man, Doctor of artistica science, no 2066, Angleterre
- 1970 : Alta Academia International, no 32/70, Brésil
- 1972 : World Academy of Languages and Litterature, São Paulo, Brésil
- 1972 : Academy of Philosophy, Doctor of Philosophy, États-Unis d'Amérique
- 1974 : Ministère de l'Éducation de la Nation, no 34792/73, Argentine
- 1974 : Sciences Politiques, no 34792/78, Argentine
- 1988 : Order of the Rainbow pour services diplomatiques, Australie
- 1989 : Interamerican of University of Humanistic – Fine Arts, no 186 I 32, États-Unis d'Amérique - Floride (notification à l'UNESCO)

### Citoyen d'honneur
- 1991, citoyen d'honneur de l’État de Géorgie, États-Unis d'Amérique
- 1996, citoyen d'honneur de l’État du Texas, États-Unis d'Amérique
- 1996, citoyen d'honneur de la ville de New Orleans, États-Unis d'Amérique

## Ouvrages et critiques d'art
- Hommage au peintre Marceau Constantin, n° spécial des Cahiers d'Action d'Art, octobre 1967
- Raymond Bath, La vie, l’œuvre et l'heureuse philosophie de Marceau Constantin : une montée vers les sommets ensoleillés, Éd. R. Bath, Belgique, 2007
- Jean-Paul Bonnefoy, Sur le plateau d'Albion, Saint-Christol d'hier et d'aujourd'hui, Éd. A. Barthélemy, 2001
- Jean-Paul Chabaud, Peintres autour du Ventoux, XIXe et XXe siècles, Éd. A. Barthélemy, 2001
- Patrick Ollivier-Elliott, Terres de Sault, d'Albion et de Banon, Édisud, Aix-en-Provence, 1996,  (ISBN 2857448597)